# Голяма Бързина
Остров Голяма Бързѝна е български дунавски остров, разположен между 566,5 км и 574,4 км по течението на реката в Област Плевен, община Белене. Площта му е 3,9 km2, която му отрежда 5-о място по големина сред българските дунавски острови.
Островът се намира северно от остров Белене, от който го отделя тесен (до 20 – 30 м) канал, в който има няколко по-малки островчета. Има удължена форма с дължина от 5,9 км и ширина до 0,9 км. Максималната му височина от 31 м се намира в западната му част, като в този участък превишението е до 16 м над нивото на реката. Източните, ниски части на острова при високи води на Дунав се заливат. Изграден е от речни наноси и е обрасъл предимно с върба. В западните и северните, по-висока част има обработваеми земи. Северно от него е малкият остров Милка.